# 伊氏鼠耳蝠
伊氏鼠耳蝠（学名：Myotis ikonnikovi）为蝙蝠科鼠耳蝠属的动物。分布于西伯利亚东部乌苏里江地区，萨哈林岛、日本、朝鲜半岛和中国大陆北部甘肃、黑龙江、辽宁、陕西、吉林等地，主要生活于森林岩洞。该物种的模式产地在西伯利亚。
成年伊氏鼠耳蝠体长4.2-5.1厘米，尾巴3.1-4.0厘米，翼长度3.3-3.6厘米。